# Abacetus angustior
Abacetus angustior es una especie de escarabajo terrestre de la subfamilia Pterostichinae.  Fue descrita por WJMacleay en 1871 y es una especie endémica que se encuentra en Queensland, Australia. 